# Garidells
Garidells (oficialmente en catalán Els Garidells) es un municipio situado en la comarca del Alto Campo, en la provincia de Tarragona, comunidad autónoma de Cataluña, España. 

## Demografía
Garidells cuenta con una población de 202 habitantes (INE 2024).
| Gráfica de evolución demográfica de Garidells entre 1842 y 2021 |
| |
| Población de derecho según los censos de población del INE Población de hecho según los censos de población del INEEn estos censos se denominaba Garidells: 1842, 1857, 1860, 1877, 1887, 1897, 1900, 1910, 1920, 1930, 1940, 1950, 1960, 1970 y 1981 |

Garidells está formado por un único núcleo o entidad de población. Su iglesia parroquial es la dedicada a San Jaime de estilo neoclásico y adscrita al arciprestazgo del Alto Campo del arzobispado de Tarragona.
| 239                                                                   | 178 | 136 | 185 | 196 |
| (Fuente: - Información de Garidells en www.altcamp.info (en catalán)) |     |     |     |     |

- Gráfico demográfico dels Gairells entre 1717 y 2006

1717-1981: población de hecho; 1990- : población de derecho

## Administración y política
| Periodo   | Nombre              | Partido |
| --------- | ------------------- | ------- |
| 1979-1983 | Amadeu Duch Garreta |         |
| 1983-1987 | Amadeu Duch Garreta |         |
| 1987-1991 | Amadeu Duch Garreta |         |
| 1991-1995 | Amadeu Duch Garreta |         |
| 1995-1999 | Amadeu Duch Garreta | Ciu     |
| 1999-2003 | Amadeu Duch Garreta | Ciu     |
| 2003-2007 | Amadeu Duch Garreta | Ciu     |
| 2007-2011 | Amadeu Duch Garreta | Ciu     |
| 2011-2015 | Amadeu Duch Garreta | Ciu     |
| 2015-2019 | Marc Bigordà i Prió | TsG-AM  |
| 2019-2023 | Marc Bigordà i Prió | ERC-AM  |